# Werner-Siemens-Realgymnasium
Das Werner-Siemens-Realgymnasium (WSRG) war ein staatliches Realgymnasium im Berliner Ortsteil Schöneberg. Es wurde von linksliberalen Reformpädagogen gegründet und geleitet. Über die Hälfte der Schüler entstammte der jüdischen Intelligenz des umliegenden Bayerischen Viertels. Die Schule wurde 1935 aufgelöst. Seit 1970 ist in dem Gebäude die Georg-von-Giesche-Schule untergebracht.

## Geschichte
Das Gymnasium wurde am 16. April 1903 im Hintergebäude der Gemeindeschule Hohenstaufenstraße 48/49 mit 57 Schülern und zwei Lehrern gegründet. Latein gab ein Lehrer der Hohenzollenschule. Im Herbst 1903 zog die Schule in ein benachbartes, eben fertiggestelltes Gebäude um, musste aber, da weitere Klassen eröffnet wurden, ab 1906 zusätzlich Räume in der 12. Gemeindeschule nutzen.
Das neue Schulgebäude Hohenstaufenstraße 47/48, entworfen vom Schöneberger Stadtbaurat Paul Egeling, war mit einem Kostenaufwand von 582.549,42 Mark (kaufkraftbereinigt in heutiger Währung: rund 4,50 Millionen Euro) errichtet worden und wurde am 1. April 1905 dem Schulbetrieb übergeben. Allerdings zog zunächst die I. Höhere Mädchenschule in das Gebäude ein, da ihr Schulneubau noch nicht fertig war. Erst nach den Sommerferien 1908 bezog das WSRG dieses eigene Schulgebäude, und nach der ersten Abschlussprüfung, bei der von 19 Untersekundanern 18 das Reifezeugnis (II) zuerkannt wurde, erfolgte am 23. März 1909 die Anerkennung der Schule als Realgymnasium. Die Zahl der Schüler wuchs bis 1908 auf 462 an, die Zahl der Lehrkräfte auf 17.
Der Schulreformer Wilhelm Wetekamp wurde am 13. August 1903 zum Leiter des WSRG gewählt, ab 1906 war er Direktor. Er strebte aufgeklärtes Denken und eine Abkehr von Drill und Untertanengeist an, führte die Schule nach dem reformpädagogischen Frankfurter Lehrplan des Schulreformers Karl Reinhardt. Dazu gehörten Französisch als erste Fremdsprache, ein Schwerpunkt auf Hand- und Werkunterricht sowie eine lebendige, praxisnahe Unterrichtsgestaltung. 1909 führte er als erster in Preußen eine Schülervertretung an der Schule ein, förderte die Gründung von Schülervereinen. Neben den Eltern sollten die Schüler so an der Gestaltung des Schullebens beteiligt werden. Auch Schulfeste, Schulfahrten und Schülertheater-Inszenierungen waren fester Bestandteil des pädagogischen Programms.
Der Schulname erinnerte an den Erfinder, Unternehmer und Mitbegründer der Deutschen Fortschrittspartei (DFP), Werner von Siemens. Zum Lehrerkollegium gehörten prominente Vertreter der Reformpädagogik, unter ihnen von 1911 bis 1923 Franz Hilker, der Begründer der Vergleichenden Erziehungswissenschaft und spätere Herausgeber der Zeitschrift Bildung und Erziehung. Er entwickelte am WSRG eine lebhafte Methode der Kunsterziehung. Der Bund Entschiedener Schulreformer (BESch) wurde im September 1919 im Lehrerzimmer des Realgymnasiums gegründet.
Soziales und politisches Engagement galten an der Schule als selbstverständlich: Die Schüler stifteten ihr zweites Pausenbrot regelmäßig einer Friedrichshainer Volksschule, die damit täglich rund 150 belegte Brote erhielt. 1928 setzten sich angeblich Schüler und Lehrer für freie Liebe und homosexuelle Bekenntnisfreiheit für Schüler ab dem 16. Lebensjahr ein. In Wirklichkeit war dies der Schule unterstellt worden, um sie in ein schlechtes Licht zu rücken.
Die liberale Reformschule war, wie das umliegende Bayerische Viertel, ein Magnet für jüdische Familien. 1931 waren von 382 Schülern 212 jüdischen Glaubens. Sie kamen nicht nur aus dem unmittelbaren Umfeld der Schule, sondern auch aus entfernteren Stadtgebieten wie beispielsweise aus dem Ortsteil Grunewald.
Die Machtübernahme der Nationalsozialisten bedeutete für das WSRG einen scharfen Einschnitt. Jüdische und NS-kritische Lehrer wurden aus dem Schuldienst entlassen, der Schuldirektor zwangsweise pensioniert. Er hatte nach dem Reichstagsbrand in einer Rede vor Schülern durchblicken lassen, dass die Nationalsozialisten das Parlament angezündet hätten. Jüdische Schüler emigrierten mit ihren Familien aus Deutschland. Andere jüdische Familien konnten ihren Kindern den Schulbesuch nicht mehr finanzieren, weil ihnen eine Schulgeldbefreiung oder -ermäßigung verwehrt war. 1934 war die Anzahl jüdischer Schüler auf 72 gesunken und die Oberstufe wurde wegen „Schülermangels“ geschlossen. Im Mai 1935 wurde das Werner-Siemens-Realgymnasium von den Nationalsozialisten aufgelöst. Das Schulgebäude wurde anschließend als Berufsschule für Mädchen genutzt. 1970 zog die Georg-von-Giesche-Schule, Oberschule Technischen Zweigs dort ein.
Im Jahr 1994 wurde über einem Seiteneingang des Gebäudes an der Hohenstaufenstraße eine Gedenktafel zur Erinnerung an das Werner-Siemens-Realgymnasium angebracht. Auf Anregung des Vereins ehemaliger Schüler und Lehrer des Werner-Siemens-Realgymnasiums nahm die seinerzeit nach der deutschen Schriftstellerin Malwida von Meysenbug benannte Malwida-von-Meysenbug-Schule in Nikolassee 1967 den Namen Werner-von-Siemens-Oberschule an und verpflichtete sich, die Tradition des WSRG fortzuführen.

## Ehemalige Schüler

Gedenktafel für das WSRG

- Ulrich Becher, Schriftsteller und Stückeschreiber
- Yakov Malkiel, Sprachwissenschaftler und Romanist, Professor an der University of California, Berkeley
- Chaim Arlosoroff, Politiker, Mitbegründer der sozialistischen Arbeiterpartei Israels (Mifleget Poalei Eretz Jisrael (Mapai))
- Marcel Reich-Ranicki, Literaturkritiker und Leiter der Literaturredaktion der Frankfurter Allgemeinen Zeitung
- Heinrich Schulte, Psychiater, Leiter der Städtischen Nervenklinik Bremen
- George Salter, Werbegrafiker, Professor an der Cooper Union School of Art in New York
- Margarete Sommer, Geschäftsführerin des Hilfswerks beim Bischöflichen Ordinariat Berlin, ausgezeichnet als „Gerechte unter den Völkern“
- Erich Sternberg, Gerontopsychiater am Neuropsychiatrischen Forschungsinstitut der UdSSR
- Hans Wallach, Experimentalpsychologe, Mitglied der National Academy of Sciences
- Hans Nathan, Musikwissenschaftler, Professor an der Michigan State University
- Rolf Schwedler, Senator für Bau- und Wohnungswesen in Berlin
- Richard Rudolf Walzer, Altphilologe, Philosoph und Orientalist, Mitglied der British Academy
- Wolfgang Yourgrau, Sozialpsychologe, Physiker und Journalist, Professor an der University of Denver
- Hans Heinz Stuckenschmidt, Musikkritiker der FAZ
- Kurt Harald Isenstein, Bildhauer, Grafiker, Kunsterzieher[8]

## Filme
- Ausgrenzung von Juden und Nicht-Juden am Werner-Siemens-Realgymnasium, 1994, Schöneberger Museum